# Уолтерс, Артур
А́ртур Ме́лмот Уо́лтерс (англ. Arthur Melmoth Walters; 26 января 1865 — 2 мая 1941) — английский футболист, защитник. Наиболее известен по выступлениям за клубы «Коринтиан» и «Олд Картузианс», а также за национальную сборную Англии. Также был президентом Юридического сообщества Англии и Уэльса (англ. Law Society of England and Wales).
Он и его старший брат Перси Мелмот Уолтерс получили прозвища «утро» и «полдень» в соответствии со своими инициалами (Артур Мелмот — A.M., Перси Мелморт — P.M.). Братья считались лучшими защитниками в Англии в 1880-е — начале 1890-х годов; согласно Филипу Гиббонсу, такую высокую оценку они заслужили благодаря их собственной оборонительной системе, основанной на «комбинационной игре» (игре в пас), которую ранее использовал клуб «Ройал Энджинирс».

## Семья и образование
Перси родился в Юэлле (графство Суррей) в семье солиситора Уильяма Мелмота Уолтерса и Мэриан Элеанор Леггатт. Окончил школу Уиндлшем (англ. Windlesham House School), а затем Чартерхаус, где играл за местную школьную команду с 1882 по 1883 год. Затем окончил Тринити-колледж в Кембриджском университете. С 1884 по 1887 год выступал за футбольную команду «Кембридж Юниверсити».
В 1892 году женился на Эйми Констанс Парбери. В браке родилось 5 сыновей и 4 дочери.

## Футбольная карьера
В первый год обучения в Кембридже Артур начал выступать за клуб «Коринтиан», основанный двумя годами ранее для футболистов-любителей.
13 ноября 1884 года Артур дебютировал за «Коринтиан» в матче против «Ноттса». В 1885 году принял участие в «восточном туре» клуба, в котором команда провела 5 матчей в течение шести дней. Он сыграл в четырёх из пяти матчей, включая игру против «Престон Норт Энд» 6 апреля 1885 года, в которой он играл на позиции левого защитника, а его брат Перси, который к тому моменту присоединился к «Коринтиану», — на позиции правого защитника. Тот матч стал одним из многих, в которых два брата Уолтерс выступали вместе в линии защиты. В декабре 1885 года «Кортинтиан» со счётом 6:0 разгромил «Блэкберн Роверс», действующего обладателя Кубка Англии. В марте 1886 года «Коринтиан» разгромил «Ноттс Каунти» со счётом 7:0 (в той игре Невилл Кобболд забил четыре гола).
8 ноября 1890 года братья Уолтерс в последний раз сыграли вместе за «Коринтиан»: это был матч против клуба «Шеффилд», который завершился победой со счётом 8:0; Перси забил в той игре один гол, а Эйч Эм Уолтерс (третий младший брат Уолтерс) сделал хет-трик. Вскоре после той игры Эйч Эм Уолтерс умер вследствие травмы, полученной в футбольном матче, и по просьбе родителей Перси и Артур объявили о завершении футбольной карьеры.
После ухода братьев Уолтерс из «Коринтиана» результаты выступлений команды резко ухудшились: братьев были «чрезвычайно сложно заменить, и „Коринтиан“ смог одержать победу лишь в шести из следующих девятнадцати игр».
Спустя полтора года после «завершения футбольной карьеры» братья Уолтерс всё же вернулись к игре. В апреле 1892 года они приняли участие в междисциплинарном турнире за команду «Коринтиан» против регбийного клуба «Барбарианс». «Коринтиан» выиграл футбольный матч со счётом 6:0 (в матче сыграл Артур, а Перси его пропустил), хет-трик в той игре сделал Тинзли Линдли. В регбийном матче «Коринтиан» также одержал победу со счётом 16:13. Затем состоялся турнир по лёгкой атлетике, победу в котором одержал Чарльз Берджесс Фрай (занявший первое место в прыжке в длину и прыжке в высоту). Последним состязанием стал крикетный матч, в котором Перси сыграл за команду «Коринтиан» с Фраем, Линдли и Чарльзом Рефордом-Брауном.
В концовке сезоне 1892/93 Артур на короткое время вернулся в «Коринтиан», проведя за команду свои последние матчи (против «Борнмута» и «Куинз Парк». Всего за «Коринтиан» Уолтерс провёл 48 матчей и забил 1 гол.
С 1887 года Уолтерс также выступал за клуб Чартерхауса «Олд Картузианс» (параллельно с выступлениями за «Коринтиан»). В 1894 году он помог выиграть Любительский кубок Англии. Год спустя команда вновь вышла в финал этого турнира, но на этот раз проиграла клубу «Мидлсбро».
В течение футбольной карьеры также играл за клуб «Ист Шин».

### Карьера в сборной
28 февраля 1885 года Артур дебютировал за сборную Англии в матче против сборной Ирландии на позиции правого защитника (в той же игре за Англию дебютировал и его старший брат Перси, сыгравший левого защитника); англичане одержали в матче победу со счётом 4:0.
Всего Артур Уолтерс провёл за сборную Англии 9 матчей.

#### Список матчей за сборную
| № | Дата            | Стадион                          | Соперник  | Результат | Турнир                  |
| - | --------------- | -------------------------------- | --------- | --------- | ----------------------- |
| 1 | 28 февраля 1885 | «Уолли Рейндж», Манчестер        | Ирландия  | 4:0       | Домашний чемпионат 1885 |
| 2 | 21 марта 1885   | «Кеннингтон Оувал», Лондон       | Шотландия | 1:1       | Домашний чемпионат 1885 |
| 3 | 27 марта 1886   | «Хэмпден Парк», Глазго           | Шотландия | 1:1       | Домашний чемпионат 1886 |
| 4 | 26 февраля 1887 | «Кеннингтон Оувал», Лондон       | Уэльс     | 4:0       | Домашний чемпионат 1887 |
| 5 | 19 марта 1887   | «Лемингтон Роуд», Блэкберн       | Шотландия | 2:3       | Домашний чемпионат 1887 |
| 6 | 23 февраля 1889 | «Виктория Граунд», Сток-он-Трент | Уэльс     | 4:1       | Домашний чемпионат 1889 |
| 7 | 13 апреля 1889  | «Кеннингтон Оувал», Лондон       | Шотландия | 2:3       | Домашний чемпионат 1889 |
| 8 | 15 марта 1890   | «Рейскорс Граунд», Уэльс         | Уэльс     | 3:1       | Домашний чемпионат 1890 |
| 9 | 5 апреля 1890   | «Хэмпден Парк», Глазго           | Шотландия | 1:1       | Домашний чемпионат 1890 |

Итого: 9 матчей / 0 голов; 4 победы, 3 ничьи, 2 поражения.

## Вне футбола
Уолтерс служил в армии в качестве добровольца и был назначен лейтенантом в 3-й Суррейский стрелковый добровольческий корпус в июне 1886 года.
С 1899 года работал солиситором и присоединился к семейной юридической фирме. Позднее стал президентом Юридического сообщества Англии и Уэльса (англ. Law Society of England and Wales).

## Достижения
«Олд Картузианс»
- Победитель Любительского кубка Англии[англ.]: 1894
- Финалист Любительского кубка Англии[англ.]: 1895

Сборная Англии
- Победитель Домашнего чемпионата (2): 1885/86 (разделённая победа), 1889/90 (разделённая победа)